# Шолденешть (Сучава)
Шолденешть, Шолденешті (рум. Șoldănești) — село у повіті Сучава в Румунії. Адміністративно підпорядковане місту Фелтічень.
Село розташоване на відстані 335 км на північ від Бухареста, 22 км на південь від Сучави, 100 км на захід від Ясс.

## Населення
За даними перепису населення 2002 року у селі проживали 869 осіб, усі — румуни. Рідною мовою 868 осіб (99,9%) назвали румунську.